# 冲绳基督教短期大学
冲绳基督教短期大学（日语：／ Okinawa Kirisutokyō Tanki Daigaku *），简称Kiritan，是一所位于日本冲绳县中头郡西原町的私立短期大学。

## 概要

### 简介
- 学校最早可以追溯到1957年[1][2]。短期大学为于1959年开办[2]、由学校法人冲绳基督教学院经营[3]。来源于新教系教会。为男女同校[4]从开办[4]

### 历史
- 1959年 冲绳基督教学院短期大学成立并同时设置一个学科即基督教科（但停办于1970年）[2]。
- 1963年 两个学科成立、以下列举[3]。
  - 英语科
  - 儿童福利科（改编为保育科于1967年）
- 1970年 改校名为冲绳基督教短期大学[3]。
- 1989年 校园迁址至中头郡西原町从那霸市。

### 宪章
- 请参看冲绳基督教短期大学的标志（页面存档备份，存于） （日語） 2014年5月26日阅览。

## 学校环境
- 校区:冲绳县中头郡西原町

## 历任校长
- 中原俊明：现在短期大学校长[5]

## 组织

### 学科
- 英语科
- 保育科

### 前学科
- 基督教科[注 1]

### 专科
| - 没有 |

#### 业余课程
| - 没有 |

### 附属机关
| - 图书馆 |

## 相关链接
- 日本短期大学列表
- 冲绳基督教学院大学